# 스콧 갈랜드
스캇 갈랜드(Scott Garland, 본명: 스캇 로날드 스카티 갈랜드, 본명 영어: Scott Ronald "Scotty" Garland, 1970년 7월 2일 ~ )는 미국의 남자 프로레슬링선수이다. WWF/WWE 링네임이 스카티 투 하티(Scotty 2 Hotty)라는 이름으로도 잘 알려져 있다. 피니쉬는 하이 니, 닐링 디디티, 리프팅 페이스버스터, 더 웜(찹 드롭), 런닝 엘보우 스매쉬, 스피닝 백 킥이다. 시그니처 기술은 원-핸드 불독, 점핑 토네이도 디디티, 사이드 킥, 슈퍼킥, 하이 킥으로 사용을 한다. 키는 174cm(5 ft 8 in) 몸무게 98kg(216 lb)이다. 2013년 소방관 훈련을 받아 플로리다의 레이크 테크 소방학교를 졸업했으며, 이후 응급구조사 훈련을 받았다.

## Professional wrestling highlights
- Finishing moves
  - High knee - 1991-1993
  - Kneeling DDT - 1997-1999
  - Lifting facebuster - 1995-1997
  - The Worm (Chop drop with much teasing preceded by a one-handed bulldog) - 2000-present
  - Running back elbow smash - 1993-1995
  - Spinning back kick - 1999-2000
- Signature moves
  - Body slam
  - Jumping tornado DDT
  - Multiple kick variations
    - Front drop
    - High
    - Side

  - Multiple suplex variations
    - Vertical
    - Belly to back
    - Pumphandle
    - Gutwrench
    - Snap

  - One-handed bulldog
  - Running clothesline
  - Side elbow drop with teasing
  - Suicide dive
- With Grandmaster Sexay
  - Finishing moves
    - Aided sitout powerbomb
    - Backbreaker hold (Hotty) and diving leg drop from second rope (Sexay) combination

  - Signature moves
    - Double elbow drop
    - Double mat slam
- Nicknames
  - "Scott Too Hot Taylor"
  - "Too Hot"
- Entrance themes
  - "Rap it Down" by Phillip Polsinelli
  - "Turn It Up" by Jim Johnston (WWF/WWE; 2000-2007)
  - "You Look Fly Today" by Jim Johnston (WWF; 1999-2004)

## 수상
- AAW 월드 태그팀웨이트 챔피언 (1회) - 댈러스 나이트
- CCW 월드 헤비웨이트 챔피언 (1회)
- NEWA 월드 헤비웨이트 챔피언 (5회)
- NEWA 월드 태그팀웨이트 챔피언 (1회) - 스티브 렘지
- PWI 랭크트 힘 #33 오브 더 탑 500 싱글즈 레슬링 인 더 PWI 500 인 2000
- WWF 월드 라이트 헤비웨이트 챔피언 (1회)
- WWF 월드 태그팀웨이트 챔피언 (구 버전) (1회) - 그랜드 마스터 섹세이
- WWE 태그팀웨이트 챔피언 (구 버전) (1회) - 리키쉬